# Santa Margarita
Santa Margarita (catalansk: Santa Margalida) er en by og kommune i det østlige Spanien på øen Mallorca i provinsen De Baleariske Øer. Den har et indbyggertal på 13.757 (2024) indbyggere.